# Tomasz Huzarski
Tomasz Huzarski – polski genetyk, dr hab. nauk medycznych, adiunkt Katedry i Zakładu Patomorfologii Wydziału Lekarskiego z Oddziałem Nauczania w Języku Angielskim Pomorskiego Uniwersytetu Medycznego w Szczecinie i profesor uczelni Instytutu Nauk Medycznych Collegium Medicum Uniwersytetu Zielonogórskiego.

## Życiorys
19 lutego 2002 obronił pracę doktorską Ocena częstości mutacji konstytucyjnych w obrębie genu BRCA2 w rodzinach z dziedziczną predyspozycją do raka sutka w materiale Ośrodka Nowotworów Dziedzicznych w Szczecinie, 18 września 2018 habilitował się na podstawie pracy zatytułowanej Przeżycia pacjentek z rakiem piersi w zależności od nosicielstwa mutacji w genach BRCA1, CHK2 i NBS1. Objął funkcję adiunkta w Katedrze i Zakładzie Patomorfologii na Wydziale Lekarskim z Oddziałem Nauczania w Języku Angielskim Pomorskiego Uniwersytetu Medycznego w Szczecinie i w Katedrze Genetyki Klinicznej i Patomorfologii Collegium Medicum Uniwersytetu Zielonogórskiego.
Piastuje stanowisko dyrektora i profesora uczelni Instytutu Nauk Medycznych Collegium Medicum Uniwersytetu Zielonogórskiego.